# Danielle McKinnirey
Danielle McKinirrey, née le 23 janvier 1997, est une coureuse cycliste australienne.

## Palmarès sur piste

### Championnats du monde
- Championnats du monde de cyclisme sur piste juniors 2014
  -  Championne du monde juniors de la poursuite par équipes
- Championnats du monde de cyclisme sur piste juniors 2015
  -  Championne du monde juniors de l'omnium
  -  Médaillée d'argent de la poursuite par équipes

### Championnats d'Océanie
- 2017
  -  Médaillée de bronze de la poursuite par équipes

### Championnats nationaux
- 2015
  -  Championne d'Australie de l'omnium
  - 2e de la vitesse par équipes
- 2016
  -  Championne d'Australie de l'omnium
  -  Championne d'Australie de l'américaine
- 2017
  -  Championne d'Australie de la poursuite par équipes